# Довнарщина
Довнарщина (бел. Даўнаршчына) — деревня в Столбцовском районе Минской области Беларуси. Входит с состав Рубежевичского сельсовета.

## Географическое положение
Расположена в 17 км на юго-запад от Столбцов, в 57 км на северо-восток от Минска, в 13 и 15 км на юго-запад от железнодорожных станций Тёмные Ляды и Столбцы.

## История
До 28 мая 2013 года деревня входила в слог состав Засульского сельсовета.

## Население
- 1999 — 15 жителей
- 2009 — 2 жителя[2]
- 2013 — 2 жителя
- 2019 — 0 жителей
- 2021 — 14 дворов[2]

## Климат
Климат здесь умеренный, с теплым летом и мягкой зимой. Средняя температура января минус 6,8 °С, июля плюс 17,5 °С. Зимой дуют южные ветры, а летом восточные и северо-восточные. Средняя скорость ветра 3 м/с. Годовое количество осадков 550-650 мм.